# Konstantin Walerjewitsch Igropulo
Konstantin Walerjewitsch Igropulo (russisch Константин Валерьевич Игропуло; * 14. April 1985 in Stawropol) ist ein russischer Handballtrainer und ehemaliger Handballspieler.
Igropulo, dessen Familie aus Griechenland stammt, begann mit dem Handballspiel 1990 bei Wiktor-SKA Stawropol; sein erster Trainer war Wladimir Wolyntschenko.

## Spielerkarriere
Der 1,94 Meter große und 96 Kilogramm schwere rechte Rückraumspieler gewann mit dem FC Barcelona 2011 und 2012 die spanische Meisterschaft sowie 2011 die EHF Champions League. Zuvor spielte er mit Medwedi Tschechow und Panellinios AC Athen in der EHF Champions League (2004/05, 2006/07, 2007/08, 2008/09, 2009/10), im EHF-Pokal (2003/04) und im Europapokal der Pokalsieger (2005/06). Ab 2012 lief Igropulo für den deutschen Bundesligisten Füchse Berlin auf, mit dem er 2014 den DHB-Pokal sowie 2015 den EHF Europa Pokal gewann. Ab dem Sommer 2015 stand er beim dänischen Erstligisten KIF Kolding unter Vertrag. Im Sommer 2017 schloss er sich dem belarussischen Verein Brest GK Meschkow an. Mit Brest GK Meschkow gewann er 2018 die belarussische Meisterschaft sowie den belarussischen Pokal. Nachdem Igropulo sich Anfang 2018 schwer am Knie verletzte und pausieren musste, lief er in der Saison 2019/20 für den polnischen Erstligisten Wisła Płock auf.

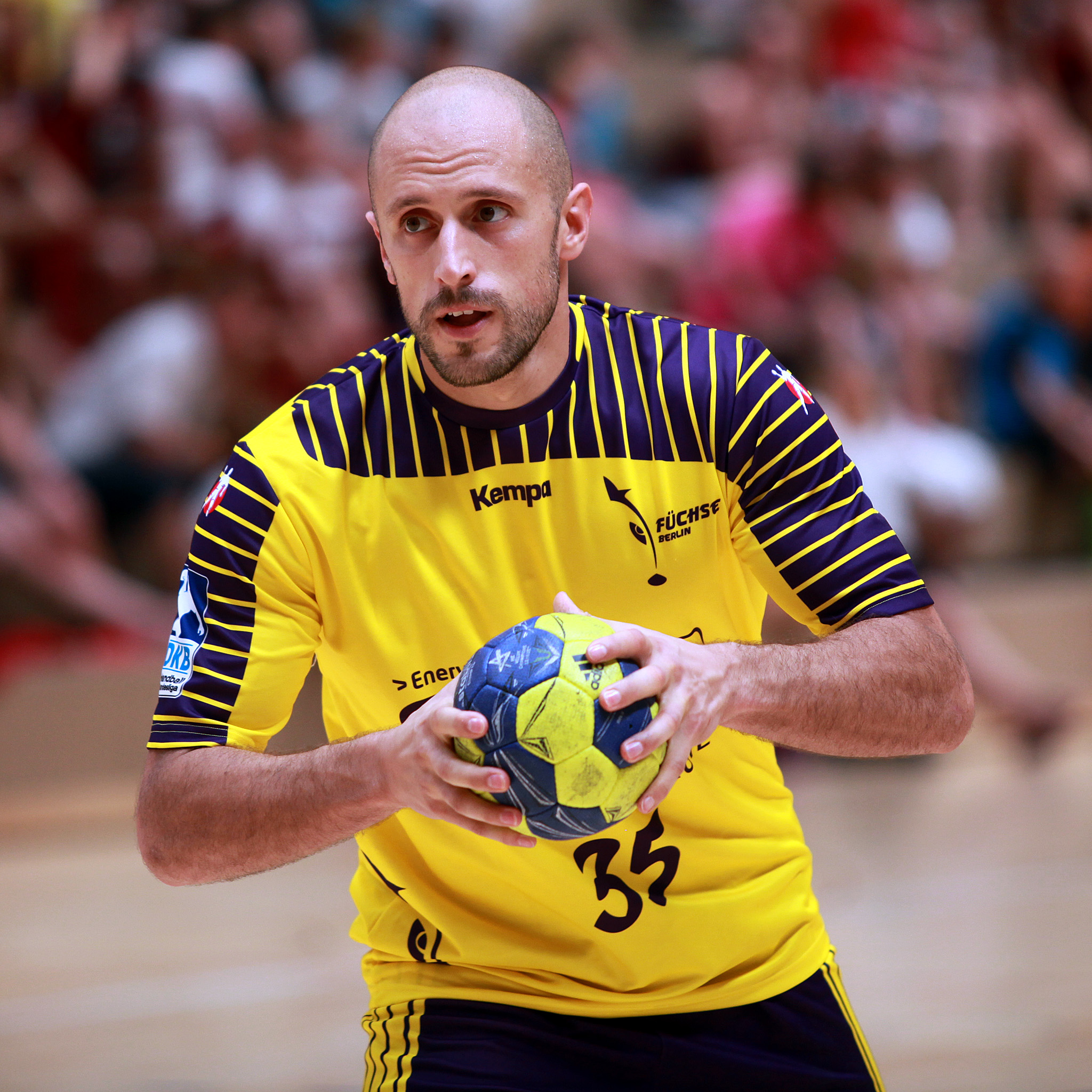
Konstantin Igropulo bei einem Siebenmeterwurf

Konstantin Igropulo stand im Aufgebot der russischen Nationalmannschaft für die Europameisterschaft 2014 und 2012.
Im Jahr 2004 wurde er Europameister und Weltmeisterschafts-Dritter im Beachhandball. 2008 nahm er mit der russischen Handballauswahl an den Olympischen Spielen in Peking teil.

### Erfolge
- mit Panellinios AC Athen
  - Griechischer Meister 2004
- mit Medwedi Tschechow
  - Russischer Meister 2006, 2007, 2008, 2009
  - Russischer Pokalsieger 2009
- mit FC Barcelona
  - Spanischer Meister 2011
  - Spanischer Königspokal 2010
  - Spanischer Ligapokal 2010, 2012
  - Spanischer Supercup 2009, 2010
  - EHF Champions League 2011
- mit Füchse Berlin
  - DHB-Pokal 2014
  - EHF Europa Pokal 2015
- mit Brest GK Meschkow
  - Belarussischer Meister 2018
  - Belarussischer Pokalsieger 2018

### Bundesligabilanz
| Saison    | Verein        | Spielklasse | Spiele | Tore | 7-Meter | Feldtore |
| --------- | ------------- | ----------- | ------ | ---- | ------- | -------- |
| 2012/13   | Füchse Berlin | Bundesliga  | 25     | 122  | 41      | 81       |
| 2013/14   | Füchse Berlin | Bundesliga  | 32     | 158  | 46      | 112      |
| 2012–2014 | gesamt        | Bundesliga  | 57     | 280  | 87      | 193      |

## Trainerkarriere
In der Saison 2020/21 übernahm er den Co-Trainerposten bei Wiktor-SKA Stawropol, mit dem er 2022 den russischen Pokal als Cheftrainer gewann. Seit der Saison 2022/23 ist er Co-Trainer von Antonio Carlos Ortega beim FC Barcelona.

### Erfolge
mit Wiktor-SKA Stawropol
- Russischer Pokalsieger 2022

mit dem FC Barcelona:
- Katalanischer Supercup: 2022

## Sonstiges
Bis 2007 absolvierte er ein Studium als Lehrer für Mathematik und Physik an der Staatlichen Universität Stawropol. Igropulo ist seit 2010 mit der russischen Popsängerin Marina, die unter dem Namen BlueMarine auftritt, verheiratet.